# SN 2007nn
SN 2007nn – supernowa typu Ia odkryta 8 października 2007 roku w galaktyce A230627+0953. W momencie odkrycia miała maksymalną jasność 19,50m.